# Parque Anchorena

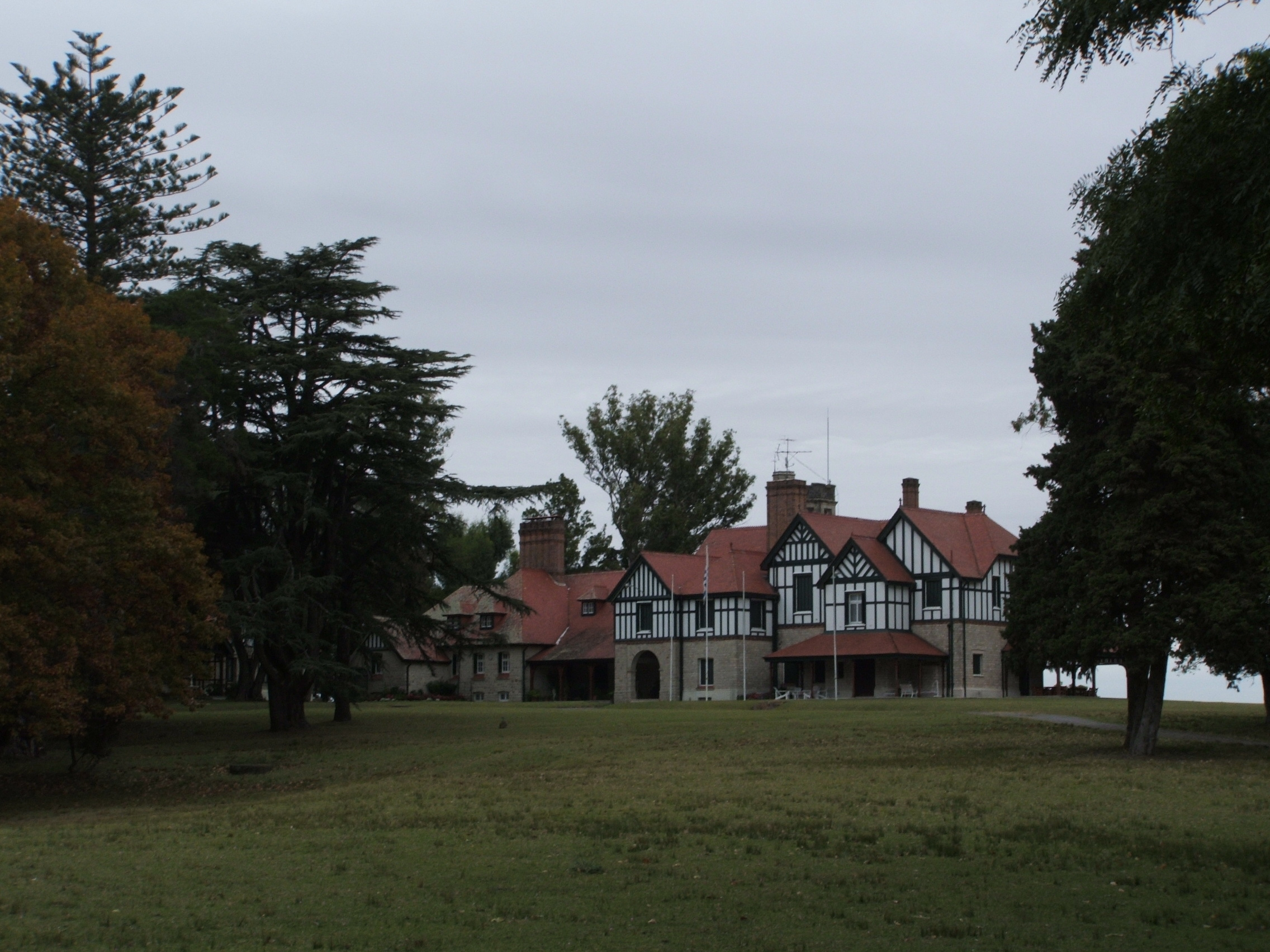
Sommerresidenz des uruguayischen Präsidenten

Der Parque Anchorena ist ein Park sowie die Sommerresidenz der Präsidenten von Uruguay.
Dieses Naturschutzgebiet befindet sich im Südwesten Uruguays im Departamento Colonia am linken Ufer des Río San Juan nahe seiner Mündung in den Río de la Plata. Die Entfernung zur östlich gelegenen Hauptstadt Montevideo beträgt 208 km. 
Das Gebäude, das heute die Sommerresidenz der Präsidenten bildet, ist das ehemalige Anwesen von Aarón de Anchorena. Im 1370 Hektar großen Park befindet sich ein 75 Meter hoher, steinerner Turm mit 320 Treppenstufen, der Torre Anchorena. Er wurde ursprünglich als Leuchtturm konzipiert, füllte diese Funktion jedoch nie aus.
Zu erreichen ist der Parque Anchorena über die Ruta 21, die Colonia del Sacramento mit Carmelo verbindet, wo sich an Kilometer 198 der Eingang zum Park befindet. Auch ist ein flussseitiger Zugang vom Río de la Plata aus möglich.

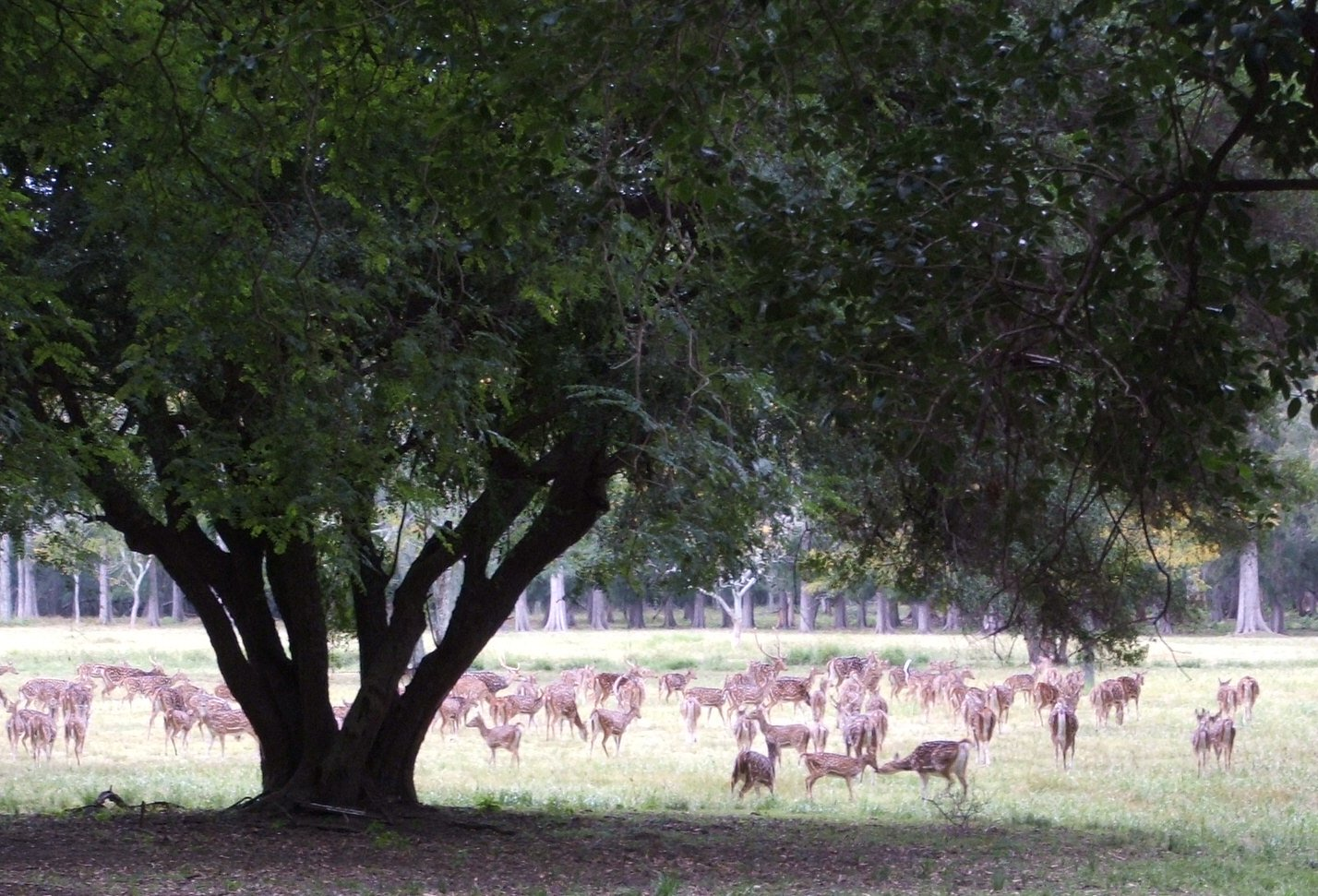
Axishirsche im Parque Anchorena
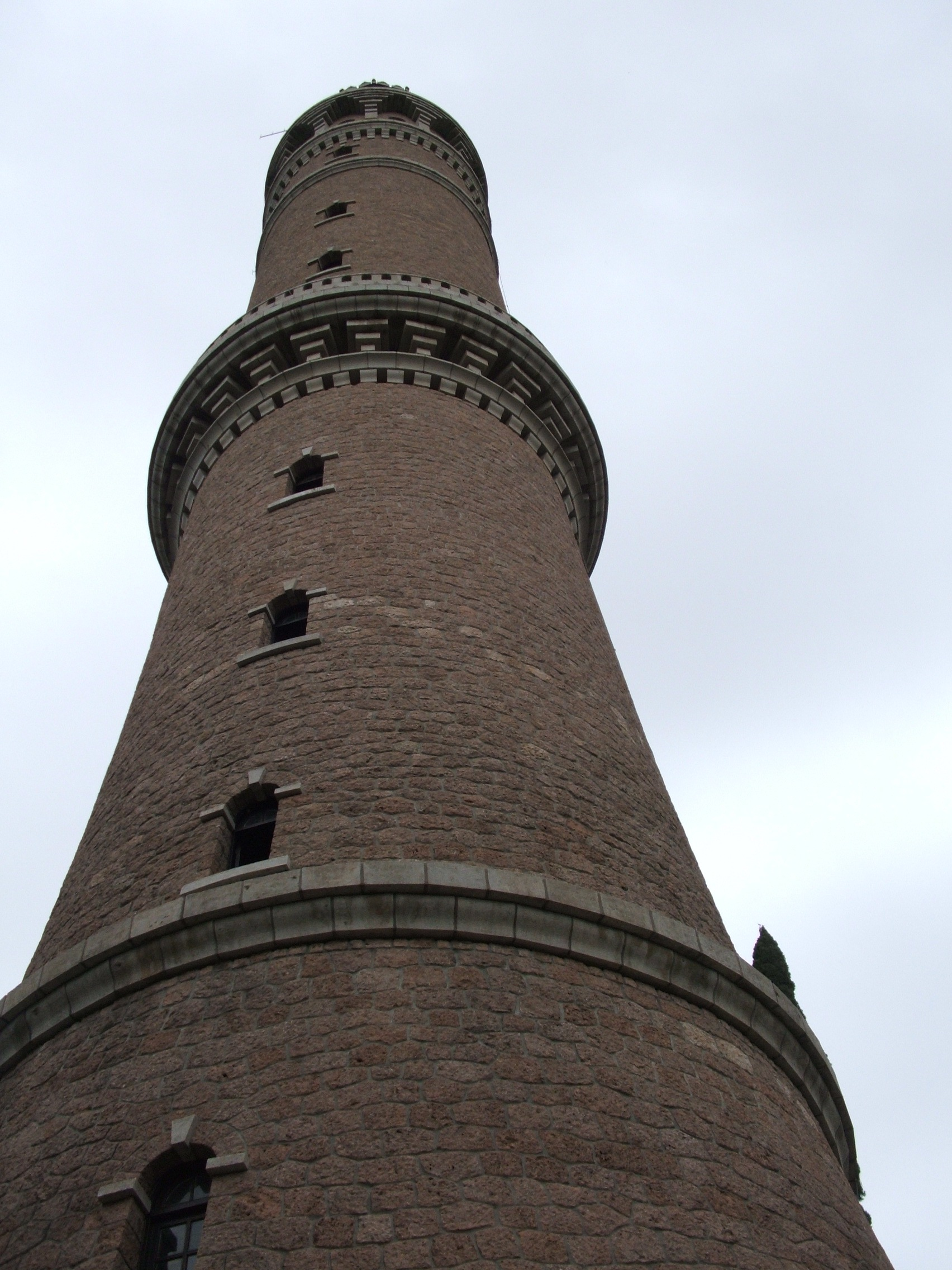
Turm im Parque Anchorena
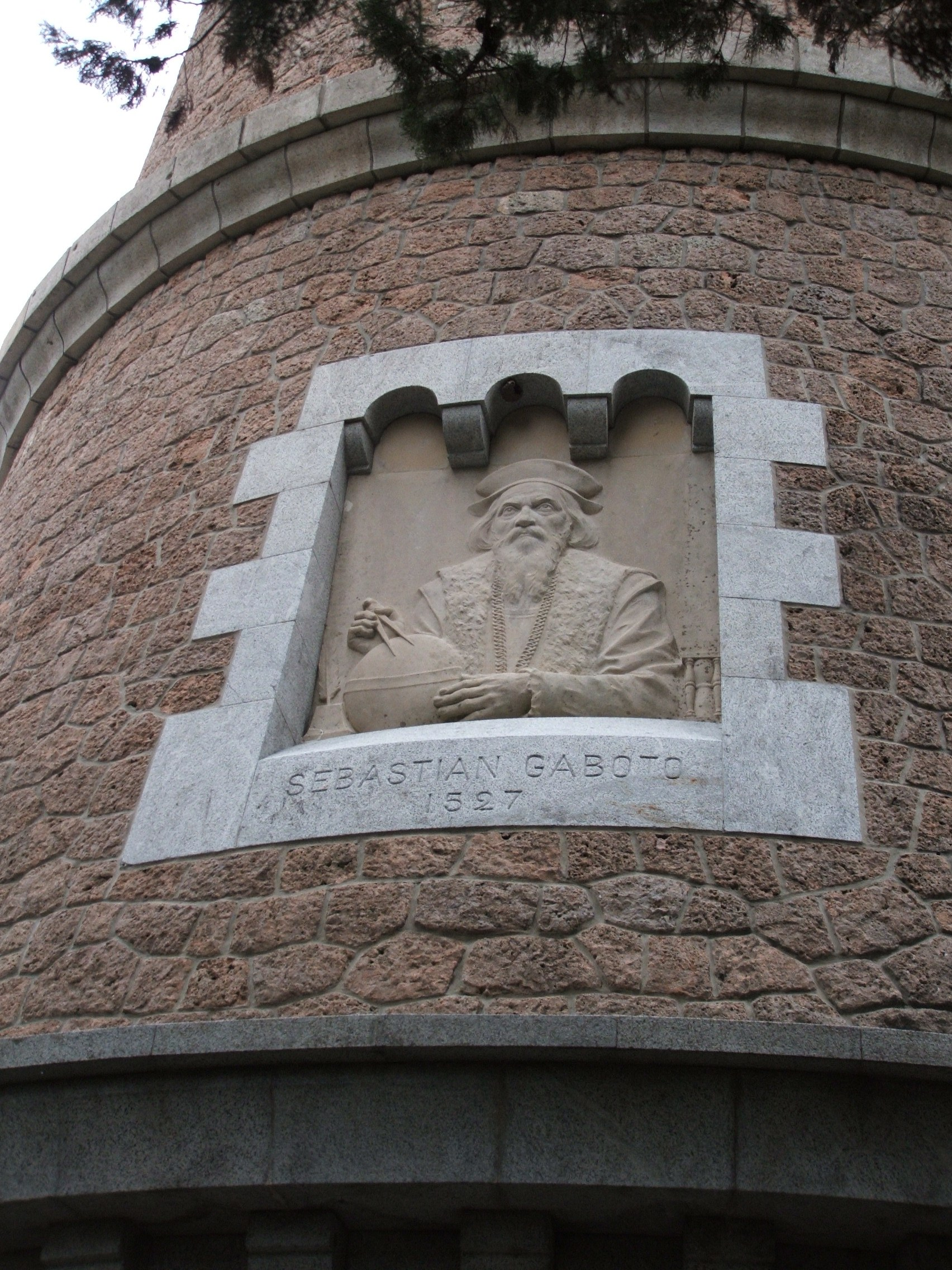